# 金子晉
金子 晉（かねこ しん、1932年 - ）は俳人、古代史研究家。本名は晉（すすむ）。

## 履歴
1932年、大阪生まれ。1969年、永田耕衣に師事、耕衣主宰の俳誌「琴座」に入会。1970年、「琴座」同人。1976年より「琴座」の編集を終刊号まで担当。1997年から「永田耕衣の会」代表。

## 著書
- 句集に『壷中説』『花骨集』『蟠桃曲』。
- 編著に『耕衣造語俳句鈔』『続耕衣百句』『永田耕衣五百句』。
- 評論集に『桃々記』。